# Encyclia moebusii
Encyclia moebusii es una especie de plantas de la familia Orchidaceae con hábito litófita endémica de Cuba.

## Descripción
Planta litófita, que alcanzan de 50-70 cm de alto, con pseudobulbos. Hojas de 1-2, coriáceas, de forma linear, que miden de 5-10 cm de largo por 1-1,5 cm de ancho. La inflorescencia es terminal, en una panícula, que pueden medir hasta 70 cm de largo y poseer de 5-15 flores. Florece desde mayo hasta septiembre.
Esta especie es de crecimiento exclusivo sobre sustrato de rocas ígneas, cuando afloran regiones rocosas con exposición a la luz solar se pueden encontrar poblaciones de cientos de individuos de esta especie.

## Distribución
Es endémica de Cuba; encontrándose en la zona montañosa de la región nororiental del país.

## Taxonomía
Encyclia moebusii fue descrita por H. Dietrich
Etimología
Encyclia: nombre genérico que procede del griego: “enkyklein” = (encerrar o rodear), en referencia a los lóbulos laterales del labelo que rodean la columna.
Moebusii: epíteto latino